# Bat Lash
Bat Lash ist der Titel einer Reihe von Comicpublikationen, die der US-amerikanische Verlag DC-Comics seit 1968 herausgibt.
Batlash handelt von den Abenteuern eines verschmitzt-charmanten Dandy-Cowboys, der in der Periode des ausgehenden Wildwestzeitalters in den Frontier-Gebieten der Vereinigten Staaten historisch mehr oder minder plausible Abenteuer erlebt. Die Bat Lash Geschichten sind naturgemäß im Genre des Wildwestcomics angesiedelt, weisen aber auch pikareske Züge auf.

## Veröffentlichungen unter dem Bat Lash Titel
Das Konzept für die Bat Lash-Geschichten wurde 1967/1968 in seinen Grundzügen von dem ehemaligen Zeichner und damaligen leitenden Verlagsredakteur bei DC Carmine Infantino und seinem Redaktionskollegen Joe Orlando entworfen. Infantino und Orlando übergaben ihren Rohentwurf für die neue Serie an den Autoren und Zeichner Sergio Aragonés und den Autoren Sheldon Mayer mit dem Auftrag, diesen zu einem vollständigen Serienkonzept weiter auszuarbeiten. Nach der Verfeinerung von Infantinos und Orlandos Konzept durch Aragonés und Mayer wurde 1968 die erste Bat Lash-Geschichte in der Ausgabe #76 der Anthologieserie Showcase veröffentlicht. Diese erste Geschichte wurde noch von Mayer verfasst und von Aragonés gezeichnet. Für die bald darauf gestartete zweimonatlich erscheinende eigenständige Bat Lash Serie wurde Aragonés als Plot-Autor angestellt, während Dennis O’Neil auf der Grundlage von Aragonés Plots die Dialoge schrieb, die schließlich in den fertigen Heften erschienen. Der Künstler Nick Cardy besorgte schließlich die Zeichnungen für die Serie, die nach nur 7 Ausgaben eingestellt wurde.
In späteren Jahren wurden weitere Bat Lash-Geschichten als Back-Up-Stories in Serien wie Action Comics oder Weird Western Tales veröffentlicht.

## Hauptfigur und Handlung
Der Titelheld der Bat Lash-Geschichten, Bartholomew Alouysius Lash, kurz Bat Lash genannt, ist ein jovialer Mann in den späten Zwanziger-/ frühen Dreißiger-Jahren, der nach der Ermordung seiner Eltern und Geschwister ziel- und planlos – jedoch ohne innere Bitterkeit – durch die spärlich besiedelten Vorposten der Zivilisation in den Grenzgebieten im  Mittleren Westen der Vereinigten Staaten zieht, in denen noch das „Gesetz des Coltes“ gilt. 
Bat Lash hasst zwar jede Art von Konflikt und insbesondere körperliche Gewalt jeder Art, versteht sich aber dennoch vortrefflich darauf, sich mit dem Revolver und seinen Fäusten zu verteidigen, was schon allein deswegen unerlässlich ist, weil er die unbequeme Angewohnheit hat, Probleme jeder Art geradezu magnetisch anzuziehen. Die Folge ist, dass der charmante Nichtsnutz zwischen zahllosen unverbindlichen Romanzen und seiner zweiten Leidenschaft, dem Kartenspielen, immer wieder ins Kreuzfeuer übler Machenschaften gerät. So muss sich Bat Lash immer wieder mit Desperados, Kopfgeldjägern und von ihm gehörnten Ehemännern, mit Sheriffs, Indianern, Trappern, mit Viehdieben und Quacksalbern herumschlagen, die er dank seiner schnellen Fäuste und seiner pfiffigen Schläue überspielen kann.

## Adaptionen
Die Episode The Once and Future Thing Part 1: Weird Western Tales der Zeichentrickserie Justice League Unlimited erzählt eine Westerngeschichte, in der unter anderem Bat Lash (synchronisiert von Ben Browder) und Jonah Hex, ein anderer Westernheld von DC, auftreten.

## Preise
Bat Lash wurde 1968 und 1969 mit dem Alley Award für den besten Westerncomic ausgezeichnet.